# Innovació educativa
La innovació educativa o innovació pedagògica és un canvi en l'ensenyament que es basa en quatre elements: les persones, el coneixement, els processos i la tecnologia i que permet millorar la pràctica educativa. Entre les metodologies concretes que formen part de la innovació educativa hi ha la ludificació, l'aprenentatge basat en projectes, la pedagogia inversa o l'aprenentatge col·laboratiu.